# ساپینگتون (میزوری)
ساپینگتون (به انگلیسی: Sappington) یک منطقهٔ مسکونی در ایالات متحده آمریکا است که در شهرستان سنت لوئیس، میزوری واقع شده‌است. ساپینگتون ۶٫۸ کیلومتر مربع مساحت و ۷٬۵۸۰ نفر جمعیت دارد و ۱۸۲ متر بالاتر از سطح دریا واقع شده‌است.